# Жук (Marvel Comics)
Жук (англ. Beetle) — имя двух персонажей серий комиксов, издаваемых Marvel Comics. Также это название трёх версий вымышленной высокотехнологичной брони, которую использовали пять разных персонажей. Жук был создан Стэном Ли и Карлом Бургосом и впервые появился в комиксе Strange Tales #123 (Август, 1964).

## История публикации
Впервые Жук дебютировал в сегменте «Human Torch» в Strange Tales #123 (август 1964). Это был Абнеар Дженкинс, использовавший первую версию своей брони. Он был побеждён Существом и Человеком-факелом. В The Amazing Spider-Man #21 (Январь, 1965) у Человека-факела было ещё одно сражение с Жуком, которого он одолел при поддержке Человека-паука.
Вторая версия брони, наиболее ассоциируемая с именем Жука, появляется в Peter Parker, the Spectacular Spider-Man #59 (октябрь 1981) и использовалась до Thunderbolts #1 (апрель 1997), когда альтер-эго Дженкинса было изменено на MACH-1. Новая (третья) версия дебютировала в Thunderbolts #35 (февраль 2000). Она напоминала ходячий танк и использовалась Дженкинсом и вторым воплощением Лейлой Дэвис. Этот костюм была раздавлен Гравитоном вместе с Лейлой, находящейся в нём. После смерти Дэвис броня Жука не использовалась до Thunderbolts # 103 (август 2006), когда все три версии были украдены и использованы тремя студентами колледжа. Как, почему и когда была восстановлена третья версия брони не было выяснено. Имена этих персонажей не были раскрыты.

## Биография

### Абнер Дженкинс
В прошлом механик, Абнер Дженкинс оставил свою работу, так как считал её скучной и плохо оплачиваемой. Используя свои познания в механике, он создал высокотехнологичную броню и, назвав себя Жуком, решил с помощью брони добиться славы и богатства. После поражения от рук Фантастической четвёрки Жук решил встать на преступный путь. Многие годы спустя присоединился к команде Громовержцы, выбор, который в конечном итоге вывел его на более героический путь.

### Лейла Дэвис
Лейла — второй персонаж, носивший имя Жук. Начала преступную карьеру суперзлодейки после смерти мужа, рингера. Обвинив во всём жука, присоединилась к зловещему синдикату, стала работать у них водителем следя за жуком, и планируя убить его. Сначала носила псевдоним Тяжёлый Панцирь (англ. Hardshell). Какое-то времени спустя вступила в команду экс- преступников, которые работали за сокращение срока, команда атаковала гравитона, но тот убил большую её часть. Жук была раздавлена в своей же броне.

### Три жука
Во время Гражданской войны три студента колледжа украли предыдущие версии брони Жука. Того, кто использовал первую версию, звали Джоаким, а одним из них оказалась девушка. Больше никакой информации об их личностях раскрыто не было. Троица была побеждена Громовержцам, а позже присоединились к ним и участвовали в нескольких миссиях.

### Дженис Линкольн
Новый Жук (девушка) атаковал Капитана Америку и Чёрную вдову. Двоим удалось победить её, после чего они отправили её в тюрьму The Raft. В комиксе Superior Foes of Spider-Man девушка вступила в Зловещую шестёрку Бумеранга. Выяснилось, что её зовут Дженис и она — дочь преступника Лонни Линкольна, Могильщика.

## Альтернативные версии

### Ultimate Marvel
В Ultimate Marvel Жук предстаёт как таинственный наёмник из Латверии и носит высокотехнологичный костюм. Впервые Человек-паук столкнулся с ним, когда Жук похитил образец симбиота Венома из «Roxxon company». Позднее Жук ворвался в компанию Боливара Траска, где предотвратил отделение Венома от Эдди Брока. Между ними завязался бой, в котором Жук потерпел поражение. От смерти его спас Человек-паук. Некоторое время спустя Жук захватил Брока и симбиот, после чего направился в Латверию. Когда Норман Озборн и его сообщники пришли к Тинкереру, чтобы пополнить вооружение было видно, как тот чинил костюм Жука.

## Вне комиксов

### Телевидение
- Крис Латта озвучил Абнера Дженкинса в мультсериале «Человек-паук и его удивительные друзья»[20].
- Жук должен был появиться в так и не вышедшем 6 сезоне мультсериала «Человек-паук» 1994 года[21].
- Абнер Дженкинс появляется в мультсериале «Железный Человек», где его озвучил Джон Рейли[20].
- Жук появляется в мультсериале «Совершенный Человек-Паук», озвученный Стивеном Блумом[20].
- Марк К Хэнсон озвучил Жука в мультсериале «Мстители, общий сбор!»[20].
- Жук появляется в мультсериале «Человек-Паук» 2017 года, где его озвучил Фред Таташор[20].

### Кино
- Клэр Рашбрук исполнила роль Дженис Линкольн в фильме «Человек-паук: Вдали от дома» 2019 года[22].

### Видеоигры
- Жук появляется в Spider-Man: The Animated Series 1995 года.
- Абнер Дженкинс — первый босс в игре The Amazing Spider-Man: Lethal Foes для Super Nintendo.
- Абнер Дженкинс появляется в игре Spider-Man 2: Enter Electro на PlayStation.
- Жук — один из боссов в Ultimate Spider-Man, где его озвучил Такер Смоллвуд[20].
- Ultimate-Жук — играбельный персонаж в Lego Marvel Super Heroes, озвучен Стивеном Блумом.
- Жук появляется в Facebook онлайн-игре Marvel: Avengers Alliance[23].

## Критика
Дэвид Харт из Comic Book Resources поместил Абнера Дженкинса на 9-е место среди «10 лучших исправившихся злодеев».